# مقاطعة تشوريوس
تشوريوس (بالإسبانية: Chorrillos)‏ هي مقاطعة في إقليم ليما في بيرو وجزء من مدينة ليما. حصلت المدينة على اسمها من الكلمة الإسبانية «قطرة من الماء». تم تأسيس الحي تحت اسم سان بيدرو دي لوس تشوريوس (بالإسبانية: San Pedro de los Chorrillos)‏ وكان بمثابة منتجع شاطئي فاخر حتى أواخر القرن التاسع عشر، عندما دُمِّر بالكامل من قبل القوات التشيلية خلال حرب المحيط الهادئ.

## وصلات خارجيية
- Municipalidad de Chorrillos
- Chorrillos.pe - Information about Chorrillos